# Edmond Hamilton
Edmond Moore Hamilton (* 21. Oktober 1904 in Youngstown, Ohio; † 1. Februar 1977 in Lancaster, Kalifornien) war ein US-amerikanischer Science-Fiction-Autor. Er ist vor allem bekannt als Erfinder der Figur des Captain Future und Autor der entsprechenden Romanreihe.
Bekannt ist auch sein Roman Star Kings (deutsch als Herrscher im Weltenraum bzw. Die Sternenkönige).

## Leben
Hamilton war der Sohn des Zeitungskarikaturisten Scott B. Hamilton und der Lehrerin Maude Hamilton, geborene Whinery. Er wuchs mit zwei älteren Schwestern auf einer kleinen Farm in Poland, Ohio, auf. 1911 zog die Familie dann nach New Castle, Pennsylvania. Von 1919 bis 1921 studierte er Physik am Westminster College in New Wilmington, Pennsylvania. Von 1922 an arbeitete er bei der Eisenbahngesellschaft Pennsylvania Railroad, verlor den Job aber 1924 und beschloss, Schriftsteller zu werden.
1926 veröffentlichte Hamilton seine erste Kurzgeschichte mit dem Titel The Monster-God of Mamurth in der August-Ausgabe des Magazins Weird Tales und arbeitete fortan als freier Schriftsteller. Er erwies sich als überaus produktiver Autor, der – auch unter verschiedenen Pseudonymen – Dutzende von Romanen und Hunderte von Kurzgeschichten verfasste, die in den Pulp-Magazinen der Zeit erschienen. In Buchform wurden seine Romane meist sehr viel später publiziert. Eine erste Sammlung seiner Kurzgeschichten (The Horror on the Asteroid and Other Tales of Planetary Horror) erschien 1936.
Hamilton gilt zusammen mit  E. E. Smith als Erfinder der Space Opera.
1939 entwickelte Leo Margulies, damals Herausgeber von Standard Magazines, auf der ersten Worldcon in New York die Idee einer Magazinreihe, bei der ein Roman mit festem Protagonisten den Hauptteil jeder Ausgabe bilden sollte. Man beauftragte Hamilton, eine solche Figur zu entwickeln und die Romane zu schreiben. Das Resultat war Captain Future und die Romane erschienen zunächst im nach ihm benannten Magazin. In der Pulp-Reihe erschienen insgesamt 27 Folgen, die mit Ausnahme von Folgen 14, 17 und 20 alle von Hamilton verfasst wurden. Ab Folge 18 erschienen die Captain-Future-Romane in dem Magazin Startling Stories. Folge 18, Red Sun of Danger, wurde 1996 für den Retro Hugo Award nominiert.
Mitte der 40er Jahre wurde Hamilton einer der Autoren für Superman und schrieb bis 1966 an zahlreichen Geschichten der DC Comics mit. Eine Hommage an Hamilton und seine Captain Future-Geschichten erschien in der Figur von Colonel Future, der seinen zivilen Namen mit dem realen Autor teilt.
Am 31. Dezember 1946 heiratete Hamilton die Science-Fiction- und Drehbuchautorin Leigh Brackett.
Für seine Erzählung Island of Unreason erhielt Hamilton 1934 den erstmals verliehenen Jules Verne Prize. 1964 war er Ehrengast der WorldCon und 1967 wurde er mit dem First Fandom Hall of Fame Award ausgezeichnet.
Nach seinem Tod wurde, um sein Andenken zu ehren, der Edmond Hamilton Memorial Award ins Leben gerufen.
Die Bewertung Hamiltons in der SF-Kritik ist zwiespältig.
Sam Moskowitz nennt ihn „einen der meist unterschätzten (aber nicht ungeschätzten) SF-Autoren.“ Einen der Gründe dafür sieht er darin, dass in den späten 1940ern, als Asimov, Heinlein und andere sich einen Ruf erschrieben und zu Klassikern der SF wurden, Hamilton damit beschäftigt war, einen Captain-Future-Roman nach dem anderen zu schreiben, sodass spätere, ernsthaftere Arbeiten kaum mehr wahrgenommen wurden, sondern sofort mit dem Autor des Helden mit dem „abgeschmackten Namen“ verknüpft wurden.
Hamiltons Stil und seine Charaktere – vor allem in den frühen Arbeiten – werden fast einhellig negativ beurteilt.
Für Don D’Ammassa sind sie „so schlecht, dass seine Arbeiten in keinem anderen Genre hätten veröffentlicht werden können“,
und für Chad Oliver war „die Charakterisierung minimal und die Dialoge gruselig“.
Auch Hamiltons Berücksichtigung wissenschaftlicher Fakten gilt als gelinde gesagt nachlässig, wenn etwa in Across Space (1926) die Marsianer ihren übervölkerten Planeten in Erdnähe ziehen, wo er dann am Rand der Atmosphäre einfach hängen bleibt.
Auf der anderen Seite wird Hamilton als einer der Väter der Space Opera anerkannt. Das in Captain Future und in anderen Erzählungen Hamiltons immer wieder verwendete Muster, in dem eine katastrophale Bedrohung der Welt auftaucht und der Held die Welt dann rettet – was ihm den Beinamen „World Saver“ oder manchmal auch „World Wrecker“ einbrachte – macht ihn zum Vorvater von notorischen Weltrettern wie James T. Kirk in Star Trek oder Cliff Allister McLane in Raumpatrouille – nicht zu vergessen die von Hamilton einige Jahre vor E. E. Smiths Galactic Patrol erfundene Interstellar Patrol.
Der mittelbare Einfluss Hamiltons auf die SF-Kultur und die Populärkultur allgemein ist also beträchtlich.
Anerkannt wird auch Hamiltons lebendige Vorstellungskraft und sein Talent, im Leser den „Sinn für das Wunderbare“ zu wecken, jenen sense of wonder, den auch die Preisträger des Edmond Hamilton Memorial Award ansprechen sollten.

## Bibliographie

### Serien
Die Serien sind nach Erscheinungsjahr des ersten Bandes geordnet.
Interstellar Patrol (Kurzgeschichten)
- 1 Crashing Suns (1928)
- 2 The Star-Stealers (1929)
- 3 Within the Nebula (1929)
- 4 Outside the Universe (1929, Buchausgabe 1964)
- 5 The Comet-Drivers (1930)
- 6 The Sun People (1930)
- 7 The Cosmic Cloud (1930)
- Corsairs of the Cosmos (1934)
- Crashing Suns (1965, Sammlung)

Dr. John Dale (Kurzgeschichten)
- The Vampire Master (1933, als Hugh Davidson)
- The House of the Evil Eye (1936, als Hugh Davidson)

Stuart Merrick (Kurzgeschichten)
- 1 Kaldar, World of Antares (1933)
- 2 The Snake-Men of Kaldar (1933)

Ethan Drew (Kurzgeschichten)
- Comrades of Time (1939)
- Armies from the Past (1939)

Captain Future
- 1 Captain Future and the Space Emperor (1940, Buchausgabe 1969)
  - Deutsch: Die lebende Legende. Übersetzt von Marcel Bieger. Bastei Lübbe TB #25001, 1981, ISBN 3-404-25001-X. Neuausgabe: Der Sternenkaiser. Golkonda, 2012, ISBN 978-3-942396-17-2.
- 2 Calling Captain Future (1940, Buchausgabe 1969)
  - Deutsch: Panik im Kosmos. Pabel (Utopia Zukunftsroman #311), 1962. Auch als: Erde in Gefahr. Golkonda, 2013, ISBN 978-3-942396-18-9.
- 3 Captain Future’s Challenge (1940, Buchausgabe 1969)
  - Deutsch: Kampf um Gravium. Pabel (Utopia Grossband #147), 1961. Auch als: Die Herausforderung. Golkonda, 2014, ISBN 978-3-942396-85-1.
- 4 The Triumph of Captain Future (1940, auch als Galaxy Mission, 1969)
  - Deutsch: Captain Zukunft greift ein. Pabel (Utopia Grossband #142), 1961. Auch als: Der Triumph. Golkonda, 2014, ISBN 978-3-942396-87-5.
- 5 Captain Future and the Seven Space Stones (1941, Buchausgabe 2010)
  - Deutsch: Diamanten der Macht. Pabel (Utopia Grossband #151), 1961. Auch als: Die sieben Weltraumsteine. Golkonda, 2016, ISBN 978-3-944720-61-6.
- 6 Star Trail to Glory (1941, Buchausgabe 2010)
  - Deutsch: Sternstraße zum Ruhm. Übersetzt von Ralph Tegtmeier. Bastei Lübbe TB #25006, 1982, ISBN 3-404-25006-0.
- 7 The Magician of Mars (1941, Buchausgabe 1969)
  - Deutsch: Der Marsmagier. Übersetzt von Ralph Tegtmeier. Bastei Lübbe TB #25007, 1982, ISBN 3-404-25007-9. Neuausgabe: Der Marsmagier. Golkonda, 2018, ISBN 978-3-946503-37-8.
- 8 The Lost World of Time (1941, Buchausgabe 2010)
  - Deutsch: Im Zeitstrom verschollen. Pabel (Utopia Grossband #144), 1961. Auch als: Im Zeitstrom verschollen Übersetzt von Ralph Tegtmeier. Bastei Lübbe TB #25008, 1982, ISBN 3-404-25008-7.
- 9 Quest Beyond the Stars (1941, Buchausgabe 1969)
  - Deutsch: Gefahr aus dem Kosmos. Pabel (Utopia Grossband #155), 1961. Auch als: Die Materiequelle Übersetzt von Richard Bellinghausen. Bastei Lübbe TB #25009, 1983, ISBN 3-404-25009-5.
- 10 Outlaws of the Moon (1942, Buchausgabe 1969)
  - Deutsch: Das Erbe der Lunarier. Übersetzt von Ralph Tegtmeier. Bastei Lübbe TB #25010, 1983, ISBN 3-404-25010-9.
- 11 The Comet Kings (1942, Buchausgabe 1969)
  - Deutsch: Im Schatten der Allus. Pabel (Utopia Zukunftsroman #349), 1962. Auch als: Im Schatten der Allus Übersetzt von Ralph Tegtmeier. Bastei Lübbe TB #25011, 1983, ISBN 3-404-25011-7.
- 12 Planets in Peril (1942, Buchausgabe 1969)
  - Deutsch: Held der Sage. Pabel (Utopia Zukunftsroman #351), 1962. Auch als: Held der Vergangenheit Übersetzt von Ralph Tegtmeier. Bastei Lübbe TB #25012, 1983, ISBN 3-404-25012-5.
- 13 The Face of the Deep (1942, Buchausgabe 2011)
  - Deutsch: Planetoid des Todes. Übersetzt von Ralph Tegtmeier. Bastei Lübbe TB #25013, 1983, ISBN 3-404-25013-3.
- 15 The Star of Dread (1943, als Brett Sterling)
  - Deutsch: Verrat auf Titan. Pabel (Utopia Zukunftsroman #309), 1962. Auch als: Stern des Grauens Übersetzt von Ralph Tegtmeier. Bastei Lübbe TB #25015, 1984, ISBN 3-404-25015-X.
- 16 Magic Moon (1943, als Brett Sterling)
- 18 Red Sun of Danger (1945, Buchausgabe 1968, als Brett Sterling)
  - Deutsch: Die Krypta der Kangas. Pabel (Utopia Zukunftsroman #305), 1961.
- 19 Outlaw World (1946, Buchausgabe 1969)
  - Deutsch: Die Radium-Falle. Pabel (Utopia Zukunftsroman #354), 1962.
- 21 The Return of Captain Future (1950, Kurzgeschichte)
  - Deutsch: Die Rückkehr von Captain Future. In: Die Rückkehr von Captain Future. 2011.
- 22 Children of the Sun (1950, Kurzgeschichte)
  - Deutsch: Kinder der Sonne. In: Die Rückkehr von Captain Future. 2011.
- 23 The Harpers of Titan (1950, Kurzgeschichte)
  - Deutsch: Die Harfner des Titan. In: Die Rückkehr von Captain Future. 2011.
- 24 Pardon My Iron Nerves (1950, Kurzgeschichte)
  - Deutsch: Nerven aus Stahl. In: Die Rückkehr von Captain Future. 2011.
- 25 Moon of the Unforgotten (1951, Kurzgeschichte)
  - Deutsch: Mond der Unvergessenen. In: Der Tod von Captain Future. 2011.
- 26 Earthmen No More (1951, Kurzgeschichte)
  - Deutsch: Kein Erdenmensch mehr... In: Der Tod von Captain Future. 2011.
- 27 Birthplace of Creation (1951, Kurzgeschichte)
  - Deutsch: Wiege der Schöpfung. In: Der Tod von Captain Future. 2011.
- Die Rückkehr von Captain Future. Golkonda, 2011, ISBN 978-3-942396-04-2 (deutsche Sammlung).
- Der Tod von Captain Future. Golkonda, 2011, ISBN 978-3-942396-05-9 (deutsche Sammlung, enthält 25–27 und die Titelerzählung von Allen Steele).
- Captain Future: 7 Short Stories (2017, enthält 21–27)

The Collected Captain Future
- 1 The Collected Captain Future: Wizard of Science, Volume One (2009, enthält 1–4)
- 2 The Collected Captain Future: Man of Tomorrow, Volume Two (2010, enthält 5–8)
- 3 The Collected Captain Future: Man of Tomorrow, Volume Three (2013, enthält 9–12)

Brian Cullen (Kurzgeschichten)
- The Shining Land (1945)
- Lost Elysium (1945)

Star Kings
- 1 The Star Kings (1947, auch als: Beyond the Moon, 1950)
  - Deutsch: Herrscher im Weltenraum – 200 000 Jahre später. Gebr. Weiss, 1952. Auch als: Herrscher im Weltenraum. Moewig (Terra #418 und #419), 1965. Auch als: Die Sternenkönige. Übersetzt von Margarete Auer und Thomas Le Blanc. Heyne SF&F #3774, 1980, ISBN 3-453-30675-9.
- 2 Return to the Stars (1968)
  - Deutsch: Ihre Heimat sind die Sterne. Pabel (Terra Taschenbuch #274), 1976. Auch als: Rückkehr zu den Sternen. Heyne SF&F #3781, 1981, ISBN 3-453-30682-1.
- Kingdoms of the Stars (1964, Kurzgeschichte)
- The Shores of Infinity (1965, Kurzgeschichte)
- Chronicles of the Star Kings (1968, enthält 1 und 2)
- The Broken Stars (1968, Kurzgeschichte)
- The Horror from the Magellanic (1969, Kurzgeschichte)

Starwolf
- 1 The Weapon from Beyond (1967)
  - Deutsch: Der Sternenwolf. Moewig (Terra Nova #80), 1969.
- 2 The Closed Worlds (1968)
  - Deutsch: Todesschranke um Allubane. Moewig (Terra Nova #83), 1969.
- 3 World of the Starwolves (1968)
  - Deutsch: Die singenden Sonnen. Moewig (Terra Nova #87), 1969.
- Starwolf (1982, enthält 1–3)

### Romane
- The Other Side of the Moon (1929)
- The Prisoner of Mars (1939, auch als Tharkol, Lord of the Unknown, 1950)
- The Fire Princess (1938)
- The Three Planeteers (1940)
- A Yank at Valhalla (1941, auch als: The Monsters of Juntonheim, 1950)
  - Deutsch: Unternehmen Walhalla. Pabel (Utopia Grossband #75), 1958.
- The Valley of Creation (1948, Buchausgabe 1964)
  - Deutsch: Das Tal der Schöpfung. 1966.
- City at World’s End (1950, auch als: The City at World's End)
  - Deutsch: SOS – die Erde erkaltet. Gebr. Weiss, 1952.
- Starman Come Home (1954, auch als The Sun Smasher, 1959)
  - Deutsch: Im Banne der Vergangenheit. Pabel (Utopia Grossband #128), 1960. Auch als: Die Macht der Valkan. Ullstein 2000 #139 (3434), 1977, ISBN 3-548-03434-9.
- The Star of Life (1959)
  - Deutsch: Das Gestirn des Lebens. Moewig (Terra #374 und  #375), 1964.
- The Haunted Stars (1960)
  - Deutsch: Das Gestirn der Ahnen. Moewig (Terra Sonderband #84), 1964.
- Battle for the Stars (1961)
  - Deutsch: Die Heimat der Astronauten. Heyne SF&F #3032, 1964.
- The Valley of Creation (1964)
  - Deutsch: Das Tal der Schöpfung. Moewig (Terra #436), 1966.
- Fugitive of the Stars (1965)
  - Deutsch: Flüchtling der Randwelten. Moewig (Terra Astra #27), 1972.
- Doomstar (1966)
- The Lake of Life (1937, Buchausgabe 1978)
- The Universe Wreckers (2015)

### Sammlungen
- The Horror on the Asteroid and Other Tales of Planetary Horror (1936)
- Murder in the Clinic (1946)
  - Deutsch: Kinder der Sonne und andere Stories. Moewig (Terra #545), 1967
- What's It Like Out There? and Other Stories (1974)
  - Deutsch: Wächter der Zeiten. Pabel (Utopia Classics #17), 1980.
- The Best of Edmond Hamilton (1977)
  - Deutsch: Die besten Stories von Edmond Hamilton. Moewig (Playboy Science Fiction #6701), 1980, ISBN 3-8118-7036-X (enthält Der Monstergott von Mamurth und 20 weitere Kurzgeschichten).
- Kaldar: World of Antares (1998)
- The Vampire Master and Other Tales of Terror (2000)
- Stark and the Star Kings (2008, mit Leigh Brackett)
- Two Worlds of Edmond Hamilton (2008)
- The Sargasso of Space and Two Others (2009)
- The Edmond Hamilton Megapack: 16 Classic Science Fiction Tales (2013)

The Collected Edmond Hamilton
- 1 The Metal Giants and Others: The Collected Edmond Hamilton, Volume One (2009)
- 2 The Star-Stealers: The Complete Adventures of The Interstellar Patrol, The Collected Edmond Hamilton, Volume Two (2009)
- 3 The Universe Wreckers (2010)
- 4 The Reign of the Robots: The Collected Edmond Hamilton, Volume Four (2013)

### Kurzgeschichten
- The Monster-God of Mamurth (1926)
  - Deutsch: Der Monstergott von Mamurth. In: Die besten Stories von Edmond Hamilton. 1980.
- Across Space (1926)
- The Metal Giants (1926)
- The Atomic Conquerors (1927)
- Evolution Island (1927)
- The Moon Menace (1927)
- The Time-Raider (1927)
- The Dimension Terror (1928)
- The Comet Doom (1928)
  - Deutsch: Der grüne Komet. In: Kinder der Sonne und andere Stories. 1967.
- The Polar Doom (1928)
- The Sea Horror (1929, auch als: The Sea Terror, 1938)
- Locked Worlds (1929)
- The Abysmal Invaders (1929)
- The Hidden World (1929)
- Cities in the Air (1929)
- The Life-Masters (1930)
- The Space Visitors (1930)
- Evans of the Earth-Guard (1930)
- The Invisible Master (1930)
- The Plant Revolt (1930)
- The Murder in the Clinic (1930)
- The Death Lord (1930)
- The Universe Wreckers (1930)
- Pigmy Island (1930)
- The Second Satellite (1930)
- World Atavism (1930)
- The Man Who Saw the Future (1930)
- The Mind-Master (1930)
- The Horror City (1931)
- Monsters of Mars (1931)
- Ten Million Years Ahead (1931)
- The Man Who Evolved (1931)
  - Deutsch: Der Mann, der sich entwickelte. In: Die besten Stories von Edmond Hamilton. 1980.
- The Earth-Owners (1931)
- The Sargasso of Space (1931)
- The Shot From Saturn (1931)
- Creatures of the Comet (1931)
- The Reign of the Robots (1931)
- Dead Legs (1932)
- A Conquest of Two Worlds (1932)
  - Deutsch: Die Eroberung zweier Welten. In: Die besten Stories von Edmond Hamilton. 1980.
- The Three from the Tomb (1932)
- The Earth-Brain (1932)
- The Terror Planet (1932)
- Space-Rocket Murders (1932)
- The Dogs of Doctor Dwann (1932)
- Vampire Village (1932, als Hugh Davidson)
  - Deutsch: Das Vampirdorf. In: Frank Festa (Hrsg.): Denn das Blut ist Leben: Geschichten der Vampire. Festa Nosferatu #1416, 2007, ISBN 978-3-86552-064-7.
- The Man Who Conquered Age (1932)
- Snake-Man (1933, als Hugh Davidson)
- The Star-Roamers (1933)
- The Island of Unreason (1933)
  - Deutsch: Die Insel der Unvernunft. In: Die besten Stories von Edmond Hamilton. 1980.
- The Fire Creatures (1933)
- The Horror on the Asteroid (1933)
- The Man Who Saw Everything (1933, auch als: The Man with X-Ray Eyes)
- The War of the Sexes (1933)
- Cosmos (1934, Kollaboration mit zahlreichen anderen Autoren, Hamilton schrieb Kapitel 17)
- The Man Who Returned (1934)
  - Deutsch: Der Mann, der zurückkehrte. In: Die besten Stories von Edmond Hamilton. 1980.
- Thundering Worlds (1934)
  - Deutsch: Donnernde Welten. In: Die besten Stories von Edmond Hamilton. 1980.
- The Vengeance of Ulios (1935)
- Master of the Genes (1935)
- Murder in the Grave (1935)
- The Truth Gas (1935)
- The Eternal Cycle (1935)
- The Accursed Galaxy (1935)
  - Deutsch: Die verfluchte Galaxis. In: Die besten Stories von Edmond Hamilton. 1980.
- The Avenger from Atlantis (1935)
- The Cosmic Pantograph (1935)
  - Deutsch: Flucht aus dem Kosmos. In: Walter Spiegl (Hrsg.): Science-Fiction-Stories 34. Ullstein 2000 #63 (3029), 1973, ISBN 3-548-03029-7.
- The Six Sleepers (1935)
- The Great Brain of Kaldar (1935)
- In the World’s Dusk (1936)
  - Deutsch: Der letzte Mensch. In: Donald A. Wollheim (Hrsg.): Der letzte Mensch. Moewig (Terra #271), 1963. Auch als: Welt im Dämmerlicht. In: Science-Fiction-Stories 28. Ullstein 2000 #51 (2980), 1963, ISBN 3-548-02980-9. Auch als: Welt im Dämmerlicht. In: Die besten Stories von Edmond Hamilton. 1980.
- Intelligence Undying (1936)
- The Earth Dwellers (1936)
- Beasts That Once Were Men (1936)
- Child of the Winds (1936)
  - Deutsch: Das Kind der Winde. In: Die besten Stories von Edmond Hamilton. 1980.
- When the World Slept (1936)
- The Door Into Infinity (1936)
- Children of Terror (1936)
- The Great Illusion (1936, mit mehreren anderen Autoren, Teil 3 von Hamilton)
- Cosmic Quest (1936)
- Devolution (1936)
  - Deutsch: Die Degenerierten. In: Kinder der Sonne und andere Stories. 1967.
- Mutiny on Europa (1936)
- The Seeds from Outside (1937)
  - Deutsch: Die Saat aus dem All. In: Die besten Stories von Edmond Hamilton. 1980.
- A Million Years Ahead (1937)
- Fessenden’s Worlds (1937)
  - Deutsch: Fessendes Welten. In: Die besten Stories von Edmond Hamilton. 1980.
- Space Mirror (1937)
- World of the Dark Dwellers (1937)
- Holmes' Folly (1937)
- Child of Atlantis (1937)
- When Space Burst (1937)
- The Horror in the Telescope (1938)
- The Space Beings (1938)
- The House of Living Music (1938)
- Easy Money (1938)
  - Deutsch: Leichtverdientes Geld. In: Die besten Stories von Edmond Hamilton. 1980.
- The Isle of the Sleeper (1938)
- Murder in the Void (1938)
- The Great Illusion (1938, als Will Garth)
- He That Hath Wings (1938)
  - Deutsch: Der Mann, der Flügel hatte. In: Die besten Stories von Edmond Hamilton. 1980.
- Woman from the Ice (1938)
- The Man Who Lived Twice (1938)
- The Cosmic Hiss (1938)
- The Ephemerae (1938)
- Bride of the Lightning (1939)
- The Conqueror’s Voice (1939, als Robert Castle)
- The Fear Neutralizer (1939)
- Under the White Star (1939)
- Valley of Invisible Men (1939)
- Short-Wave Madness (1939, als Robert Castle)
- The Man Who Solved Death (1939)
- Horror Out of Carthage (1939)
- Dweller in the Darkness (1939)
- Revolt on the Tenth World (1940)
- Doom Over Venus (1940)
- Interplanetary Graveyard (1940)
- City from the Sea (1940)
- Dictators of Creation (1940)
- Liline, the Moon Girl (1940)
- World Without Sex (1940, als Robert O. Wentworth)
- The Isle of Changing Life (1940)
- Lost Treasure of Mars (1940)
- Sea Born (1940)
- The Night the World Ended (1940)
- Murder Asteroid (1940)
- Gift from the Stars (1940)
- Mystery Moon (1941)
- The Horse That Talked (1941)
- Son of Two Worlds (1941)
- Day of the Micro-Men (1941)
- Dreamer’s Worlds (1941)
- Wacky World (1942)
- Treasure on Thunder Moon (1942)
- The Quest in Time (1942)
- The Daughter of Thor (1942)
- Through Invisible Barriers (1942)
- Letter (Captain Future, Winter 1943): A Chat with Future (1942)
- Lost City of Burma (1942)
- The World with a Thousand Moons (1942)
- No-Man’s-Land of Time (1943)
- Exile (1943)
  - Deutsch: Exil. In: Die besten Stories von Edmond Hamilton. 1980.
- The Valley of the Assassins (1943)
  - Deutsch: Das Tal der Assassinen. In: Kurt Singer (Hg.): Horror : Klassische und moderne Geschichten aus dem Reich der Dämonen. Bd. 4. Heyne, München 1974, ISBN 3-453-00450-7.
- The Free-Lance of Space (1944)
- The Shadow Folk (1944)
- Tiger Girl (1945)
- Priestess of the Labyrinth (1945)
- Invaders from the Monster World (1945)
- The Inn Outside the World (1945)
- The Deconventionalizers (1945)
- Trouble on Triton (1945)
- Forgotten World (1946)
- Indestructible Man (1946)
- The Dead Planet (1946)
- The Valley of the Gods (1946)
- Day of Judgment (1946)
  - Deutsch: Tag des Gerichts. In: Die besten Stories von Edmond Hamilton. 1980.
- Never the Twain Shall Meet (1946, als Brett Sterling)
- The King of Shadows (1947)
- The Star of Life (1947)
- Come Home From Earth (1947)
- Proxy Planeteers (1947)
- Serpent Princess (1948)
- Transuranic (1948)
  - Deutsch: Element 144. In: Wächter der Zeiten. 1980.
- The Might-Have-Been (1948)
- The Knowledge Machine (1948)
- Twilight of the Gods (1948)
  - Deutsch: Götterdämmerung. In: Wächter der Zeiten. 1980.
- The Watcher of the Ages (1948)
  - Deutsch: Wächter der Zeiten. In: Wächter der Zeiten. 1980.
- Alien Earth (1949)
  - Deutsch: Fremde Erde. In: Die besten Stories von Edmond Hamilton. 1980.
- Lords of the Morning (1952)
- What’s It Like Out There? (1952)
  - Deutsch: Wie ist es dort draußen?. In: Terry Carr (Hrsg.): Die Superwaffe. Goldmanns Weltraum Taschenbücher #095, 1968. Auch als: Wie ist es da oben?. In: Die besten Stories von Edmond Hamilton. 1980.
- The Unforgiven (1953)
- Sacrifice Hit (1954)
- Battle for the Stars (1956, als Alexander Blade)
- The Legion of Lazarus (1956)
- Thunder World (1956)
- Citadel of the Star Lords (1956)
- The Cosmic Kings (1956, als Alexander Blade)
- Last Call for Doomsday! (1956, als S. M. Tenneshaw)
- The Starcombers (1956)
- The Sinister Invasion (1957, als Alexander Blade)
- The Tattooed Man (1957, als Alexander Blade)
- World of Never-Men (1957)
- No Earthman I (1957)
- The Ship from Infinity (1957)
- Fugitive of the Stars (1957)
- The Cosmic Looters (1958, als Alexander Blade)
- Men of the Morning Star (1958)
- Corridor of the Suns (1958, auch als: Corridors of the Stars)
- The Dark Backward (1958)
- Planet of Exile (1958)
- The Star Hunter (1958)
- The Godmen (1958)
- Requiem (1962)
  - Deutsch: Requiem. In: Die besten Stories von Edmond Hamilton. 1980. Auch als: Requiem. In: Martin Harry Greenberg, Isaac Asimov, Charles G. Waugh: Faszination der Science Fiction. Bastei Lübbe Science Fiction Special #24068, 1985, ISBN 3-404-24068-5.
- The Stars, My Brothers (1962)
  - Deutsch: Meine Brüder sind die Sterne. In: Wächter der Zeiten. 1980.
- Sunfire! (1962)
  - Deutsch: Kinder der Sonne. In: Kinder der Sonne und andere Stories. 1967. Auch als: Sonnenfeuer. In: Wächter der Zeiten. 1980.
- Babylon in the Sky (1963)
  - Deutsch: Die Stadt am Himmel. In: Kinder der Sonne und andere Stories. 1967.
- After a Judgement Day (1963)
  - Deutsch: Nach einem Gerichtstag. In: Die besten Stories von Edmond Hamilton. 1980.
- The Pro (1964)
  - Deutsch: Der Profi. In: Walter Ernsting (Hrsg.): Expedition nach Chronos. Heyne SF&F #3056, 1965. Auch als: Der Profi. In: Die besten Stories von Edmond Hamilton. 1980.
- Castaway (1969)
  - Deutsch: Ein Ausgestoßener. In: Die besten Stories von Edmond Hamilton. 1980.
- The Iron One (1972)
- Lupi [Italian] (1994)
- The Red Beak of Thoth (2004, mit Jack Williamson)
- Stark and the Star Kings (2005, mit Leigh Brackett)
  - Deutsch: Stark und die Sternenkönige. In: Hannes Riffel (Hrsg.): Pandora 2. 	Shayol, 2007, ISBN 978-3-926126-73-3.